# Christian Henning
Christian (Gläser) Henning, död 1738, var en svensk guld- och silversmed.
Han var son till guldsmeden Henning Petri i Nyköping och bror till guldsmeden Petter Henning. Han var lärling för sin far 1678 och blev mästare i Stockholm 1692 och är omtalad sista gången vid guldsmedsämbetet i Stockholm 1716. Han har utfört kannor för bryggarämbetet i Stockholm och ett oblatskrin som numera förvaras vid Statens historiska museum och Nationalmuseum i Stockholm.